# Estación de Châtellerault
La estación de Châtellerault, es una estación ferroviaria francesa situada en el departamento de Vienne, en la región de Poitou-Charentes. Es la principal estación de la ciudad de Châtellerault. Por ella circulan tanto trenes de alta velocidad, como de media distancia y regionales.

## Historia
Fue inaugurada por la Compagnie du chemin de fer de Paris à Orléans el 15 de julio de 1851. En 1938 las seis grandes compañías privadas que operaban la red se fusionaron en la empresa estatal SNCF. Desde 1997 la gestión de las vías corresponde a la RFF mientras que la SNCF gestiona la estación.

## Situación ferroviaria
Está situada en el punto kilométrico 303,508 de la línea París-Burdeos. Forma parte también de otras dos líneas férreas menores:
- Línea férrea Loudun - Châtellerault. Parte de la misma tiene tráfico de mercancías, el resto ha sido desmantelado.
- Línea férrea Châtellerault - Launay. Línea totalmetne desmantelada.

## Descripción
La estación es un edificio clásico de planta rectangular compuesto por una parte central de dos pisos, con cinco puertas acristaladas y otras tantas ventanas y dos alas laterales.
Posee dos andenes, uno central y otro lateral al que acceden tres vías. Dispone además de un gran número de vías de servicio. Un paso subterráneo permite acceder a los diferentes andenes.  
Tiene atención comercial continua y máquinas expendedoras de billetes.

## Servicios ferroviarios

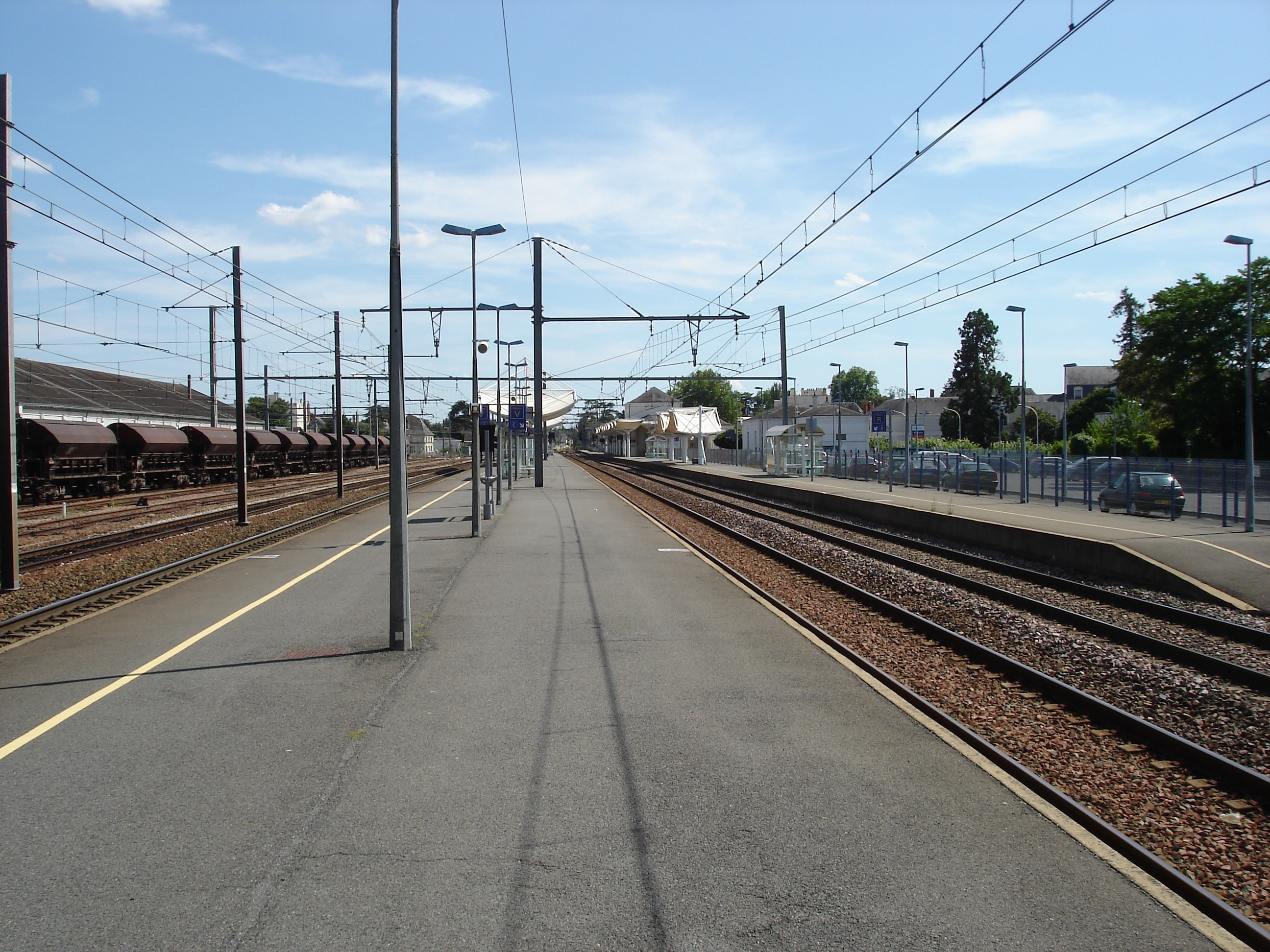
Vista del ánden central

### Alta Velocidad
Varios trenes de alta velocidad se detienen en la estación:
- Línea París ↔ Burdeos.
- Línea París ↔ La Rochelle.
- Línea París ↔ Poitiers.

### Media Distancia
Los intercités enlazan las siguientes ciudades:
- Línea París ↔ Royan. Intercités, sólo circula en verano.

### Regionales
Los trenes regionales TER circulan por las líneas:
- Línea Châtellerault ↔ Poitiers.
- Línea Tours ↔ Poitiers.